# Mülheimer Freiheit
Mülheimer Freiheit est un groupe de peintres néo-expressionnistes allemands formé à Mülheim (Cologne) et qui a existé de 1979 à 1982.

## Histoire
Le groupe est formé dans un atelier d'arrière-cour de la maison « Mülheimer Freiheit Nr. 110 » et dont l'adresse donne son nom au groupe. 
C'est le galeriste de Cologne Paul Maenz qui a eu l'idée de ce nom. 
Le groupe était composé de Hans Peter Adamski, Peter Bömmels, Walter Dahn, Jiří Georg Dokoupil, Gerard Kever et Gerhard Naschberger. De 1979 à 1982, Paul Maenz a représenté les jeunes artistes sur le marché international. En 1984, le groupe se dissout.